# Priwolnoje (obwód omski)
Priwolnoje (ros. Привольное) – wieś (dieriewnia) w Rosji, w obwodzie omskim, w rejonie czerłackim. W 2010 liczyła 335 mieszkańców.